# 索特内斯市镇

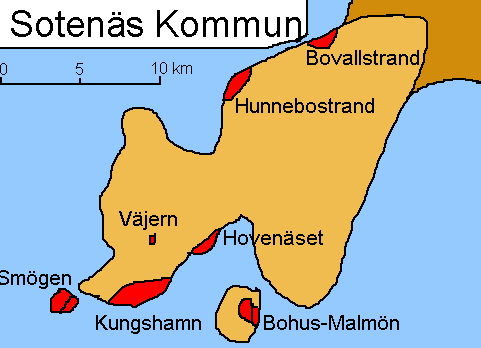
市镇详细地图

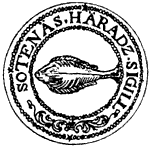
1746年获授的索特内斯百人（Sotenäs Hundred）勋章

索特内斯市镇（瑞典語：Sotenäs kommun）是瑞典西部西约塔兰省的一个市镇。其治所位于孔斯港，约有3,500位居民。